# Займанка
Займанка (укр. Займанка), село, 
Сомовский сельский совет, 
Зачепиловский район, 
Харьковская область.
Код КОАТУУ — 6322284002. Население по переписи 2001 года составляет 159 (70/89 м/ж) человек.

## Географическое положение
Село Займанка находится на правом берегу реки Орель, в 3-х км от места впадения в неё реки Берестовая, русло реки сильно заболочено, на нём много лиманов, его частично используют под канал Днепр-Донбасс, ниже по течению на расстоянии в 2 км расположено село Сомовка, в 8-и км — пгт Зачепиловка.

## История
- 1741 - дата основания.

## Экономика
- Молочно-товарная ферма.

## Объекты социальной сферы
- Фельдшерско-акушерский пункт.

## Достопримечательности
- Братская могила советских воинов.
- Орнитологический заказник местного значения «Заишанский», Площадь 157,1 га.